# Ріннал
Ріннал мак Генанн — (ірл. — Rinnal mac Genann, Rindal, Rionnal, Rinnan) — верховний король Ірландії з племені Фір Болг. Час правління (згідно середньовічної ірландської історичної традиції): 1497—1491 до н. е. (згідно «Історії Ірландії» Джеффрі Кітінга) або 1917—1911 до н. е. згідно хроніки Чотирьох Майстрів. Персонаж ірландської міфології. Прийшов до влади вбивши свого попередника. Ввійшов в історію як перший король в часи якого винайшли і застосували особливу різновидність списів — рінн, від чого і пішло його прізвище. Правив Ірландією протягом п'яти чи шести років і був вбитий Фодбненом (ірл. — Fodbgen) сином Сенганна.